# گمینا اوشچنگتسا
گمینا اوشچنگتسا (به لهستانی:  Gmina Osiecznica) یک گمینا در لهستان است که در شهرستان بولسواویتس واقع شده‌است. گمینا اوشچنگتسا ۴۳۷٫۰۷ کیلومتر مربع مساحت و ۷٬۰۹۲ نفر جمعیت دارد.